# ويزلي إيفيرست
ويزلي إيفيرست (بالإنجليزية: Wesley Everest)‏ هو نقابي أمريكي، ولد في 29 ديسمبر 1890 في نيوبيرغ في الولايات المتحدة، وتوفي في 11 نوفمبر 1919 في سنتراليا في الولايات المتحدة.